# ووفوكا
ووفوكا (بالإنجليزية: Wovoka)، المعروف أيضًا باسم جاك ويلسون (حوالي 1856 – 20 سبتمبر 1932)، كان نبيًا من شعب بايوت الشمالية وزعيمًا دينيًا. اشتهر بتأسيس حركة رقصة الأشباح، وهي طقس ديني تبناه الأمريكيون الأصليون أواخر القرن التاسع عشر.
ولد ووفوكا في وادي سميث بولاية نيفادا، ونشأ في بيئة تأثرت بالثقافة المسيحية. في عام 1889، بعد ما وصفه برؤية دينية خلال كسوف شمسي، بدأ يدعو شعوب الأمريكيين الأصليين إلى أداء رقصة الأشباح، معتقدًا أنها ستعيد الأموات وتطرد المستعمرين البيض وتعيد الأرض إلى حالتها النقية السابقة.
انتشرت رقصة الأشباح بسرعة بين قبائل الأمريكيين الأصليين، لكنها قوبلت بالشك والرفض من قبل السلطات الأمريكية، مما أدى في النهاية إلى مجزرة الركبة الجريحة عام 1890. بالرغم من ارتباط اسمه بالأحداث، ووفوكا دعا دائمًا إلى السلام وعدم العنف.

## الوفاه
توفي ووفوكا في شورتز، نيفادا، عام 1932